# Зализняк, Андрей Анатольевич
Андре́й Анато́льевич Зализня́к (29 апреля 1935, Москва — 24 декабря 2017, Москва) — советский и российский лингвист, академик Российской академии наук по Отделению литературы и языка (1997), доктор филологических наук (1965, при защите кандидатской диссертации). Известен своими работами в области русского словоизменения и акцентологии, а также исследованиями по истории русского языка, прежде всего по языку новгородских берестяных грамот и «Слова о полку Игореве». Один из основателей Московской школы компаративистики. Член Парижского (1957) и Американского (1985) лингвистических обществ; член-корреспондент Гёттингенской академии наук (2001).
Лауреат Государственной премии России 2007 года. Награждён Большой золотой медалью имени М. В. Ломоносова РАН (2007) и многими другими премиями.

## Биография
Родился в Москве в семье инженера Анатолия Андреевича Зализняка и химика Татьяны Константиновны Крапивиной. В 1941 году семья была эвакуирована из Москвы, куда вернулись в 1944 году. Летом 1946 года из-за недостатка продовольствия в городе родители отправили сына к дальним родственникам в Белоруссию. Там он начал изучать польский язык, вернувшись в Москву, начал скупать различные учебники по грамматике иностранных языков. В 1950 году в футбольном матче получил тяжёлую травму головы, после чего провёл четыре дня без сознания.
Окончил романо-германское отделение филологического факультета Московского государственного университета (МГУ) (1959) и аспирантуру там же. Основным иностранным языком в МГУ был английский, вторым — шведский.
По обмену попал на учёбу во Францию, 21 сентября 1956 года вылетел в Париж. Зализняк должен был проходить обучение в Сорбонне, но уже в ноябре перевёлся в Высшую нормальную школу, учился у структуралиста Андре Мартине. В Высшей школе также преподавал русский язык. Получил аттестат с отличием, в июне 1957 года вернулся в Москву. По возвращении Зализняк начал читать для второкурсников МГУ лекции по санскриту, потом занимался древнеперсидской клинописью, древнеиндийскими, древнеперсидским и древнееврейским языками. Возглавлял Научное студенческое общество МГУ.
С 1960 года работал в Институте славяноведения АН СССР (РАН), в последнее время был главным научным сотрудником Отдела типологии и сравнительного языкознания. В 1965 году защитил кандидатскую диссертацию по теме «Классификация и синтез именных парадигм современного русского языка», за которую ему была присуждена степень доктора филологических наук. Наряду с официальными оппонентами (лингвистами Р. И. Аванесовым, Ю. Д. Апресяном, П. С. Кузнецовым и математиком В. А. Успенским), о присуждении докторской степени за работу просил академик А. Н. Колмогоров в своём письме в учёный совет Института славяноведения АН СССР от 2 мая 1965 года.
Более 50 лет преподавал на филологическом факультете МГУ (в основном на Отделении теоретической и прикладной лингвистики), в 1990-е годы читал лекции в Экс-ан-Прованском, Парижском (Нантер) и Женевском университетах. Также был приглашённым профессором в ряде университетов Италии, Германии, Австрии, Швеции, Англии и Испании.
С 23 декабря 1987 года — член-корреспондент АН СССР, с 29 мая 1997 года — академик РАН. Член-корреспондент Гёттингенской академии наук (2001). Входил в состав Орфографической комиссии РАН, редколлегий Словаря древнерусского языка XI—XIV вв. и Словаря русского языка XI—XVII вв.
Скончался 24 декабря 2017 года на 83-м году жизни у себя дома в Москве.
Прощание прошло 28 декабря в здании Российской академии наук на Ленинском проспекте. Похоронен на Троекуровском кладбище (участок 18, № 1074).

### Семья
- Отец — Анатолий Андреевич Зализняк (1906—1978), инженер, специалист по стекловаренным печам[15][22]
- Мать — Татьяна Константиновна Крапивина (1910—2011), химик[15]
  - Дед по матери — Константин Филиппович Крапивин[15]
    - Прадед — Филипп Иванович Крапивин, купец, владелец скобяного магазина в Замоскворечье[15]

  - Бабушка по матери — Евстолия Григорьевна Тихонова[15]
    - Прадед — Григорий Зиновьевич Тихонов, уроженец села Спасское-Городище (Суздальский уезд)[15]
- Жена (с 1958 года) — Елена Викторовна Падучева (1935—2019), лингвист
  - Дочь Анна Андреевна Зализняк (род. 1959), лингвист
    - Внук Борис (род. 1987)[15]
    - Внучка Мелания (род. 1999)[15]

## Вклад в науку

### Синхронное описание русской морфологии
Первая монография А. А. Зализняка — «Русское именное словоизменение» (1967) — представляла собой опыт последовательного алгоритмического описания склонения существительных, прилагательных, местоимений и числительных в русском языке в его письменной форме. В работе затронуты важные теоретические проблемы морфологии, даны строгие определения понятий «словоформа», «грамматическое значение», «грамматическая категория», «грамматический разряд», «согласовательный класс», «род», «акцентная парадигма» и других. О грамматических категориях падежа, числа, рода и согласовательного класса А. А. Зализняком написаны специальные статьи, где эти явления рассматриваются и с типологической точки зрения.
Опыт был накоплен во время составления «Русско-французского словаря», вышедшего в 1961 году. Для удобного использования словаря иностранцами к словарю был приложен «Краткий очерк русского словоизменения», устанавливающий основные схемы склонения и спряжения, включающий удобную индексацию для каждого слова.
Продолжением идеологии «Русского именного словоизменения» стал классический «Грамматический словарь русского языка» (1977, 4-е изд. 2003), где для 100 тыс. слов русского языка указана точная модель словоизменения (и предложена классификация самих этих моделей). Словарь, составленный А. А. Зализняком вручную, стал основой практически для всех компьютерных программ автоматического морфологического анализа (в том числе в информационном поиске, в машинном переводе и т. п.). Эти идеи также используются в русском Викисловаре для описания морфологии русских существительных, прилагательных, глаголов, местоимений и числительных.
Монография А. А. Зализняка и его важнейшие работы по общей и русской морфологии были переизданы в книге: Зализняк А. А. «Русское именное словоизменение» с приложением избранных работ по современному русскому языку и общему языкознанию. — М.: Языки русской культуры, 2002.

### Берестяные грамоты и древненовгородский диалект
С 1982 года А. А. Зализняк вёл систематическую работу по изучению языка берестяных грамот, как уже известных, так и вновь обнаруживаемых в ходе раскопок. Он является соавтором издания «Новгородские грамоты на бересте» — тома VIII (1986), IX (1993), X (2000), XI (2004). В этих томах опубликованы его работы, посвящённые выявлению специфических особенностей древненовгородского диалекта, его отличиям от наддиалектного древнерусского языка, орфографии и палеографии берестяных грамот, методике их датирования. Обобщающим трудом А. А. Зализняка в этой области стала книга «Древненовгородский диалект» (1995; 2-е изд. 2004), где представлен грамматический очерк древненовгородского диалекта и даны с лингвистическим комментарием (более подробным, чем в предшествующих изданиях) тексты практически всех берестяных грамот.
В 2000 году при раскопках в Великом Новгороде была обнаружена древнейшая книга Древней Руси — Новгородский кодекс. Зализняк с тех пор занимался чрезвычайно трудной реконструкцией «скрытых» текстов этого «гиперпалимпсеста» и в своих статьях выявлял интересные сведения о первых годах христианства на Руси, так как в кодексе содержатся ранее неизвестные тексты.
Изучение языка берестяных грамот позволило Зализняку обнаружить ранее неизвестные строгие закономерности расстановки энклитик в древнерусском языке, восходящие к действовавшему в древних индоевропейских языках закону Ваккернагеля. Итог этим исследованиям был подведен книгой «Древнерусские энклитики» (2008).

### «Слово о полку Игореве»
Работа «Слово о полку Игореве: взгляд лингвиста» (2004, 2-е изд. 2007, 3-е изд., дополненное, 2008) посвящена неоднократно дискутировавшемуся вопросу о подлинности или поддельности «Слова о полку Игореве». С этой точки зрения рассматривается язык памятника. А. А. Зализняк показал, что гипотетический фальсификатор XVIII века для того, чтобы создать текст «Слова», должен был владеть огромным количеством точных знаний, полученных наукой о языке только в XIX—XX веках. Критически рассмотрены лингвистические аргументы против подлинности «Слова», выдвигавшиеся А. Мазоном, А. А. Зиминым и другими авторами. Общий вывод Зализняка: вероятность поддельности «Слова» исчезающе мала.

### Индоевропеистика и история языкознания
У А. А. Зализняка семь работ по древнеиндийскому языку, не считая многократных спецкурсов «Грамматический строй санскрита» и «Строй ведийского языка»:
- Лингвистические задачи: № 6 («yāmi»), № 7 («yunákti»), 7а, 7б и 7в (1963, 2013)[прояснить][где?]
- Лингвистические задачи: № 49 (=№ 18 в 2006, с Долгопольским А. Б.) («dame»), № 88 (=№ 104 в 1972 и № 114 в 2006) («agne») (1972; 1983; 2006, 2007)[прояснить][где?]
- Из древнеиндийской морфонологии (1972)
- Морфонологическая классификация древнеиндийских глагольных корней, (1975, 2019)
- Грамматический очерк о санскрите (в составе «Санскритско-русского словаря» В. А. Кочергиной (1978, 1987, 1996, 2005, 2019)
- О языке древней Индии (2011 лекция, издано 2019)
- Санскрит: конспект грамматических сведений, в составе Лихушина  Н.  П. Новая книга для чтения на санскрите (2016, рукопись 2004) ISBN 978-5-906564-10-8

Алексей Головастиков в его «Вспоминая лингвистические экспедиции и ОСиПЛ», в связи со статьёй Успенского в «Наука и жизнь» в октябре 1965 года, писал: «В действительности все задачи — лингвистические: составлены на материале разных языков, но решать их можно, не имея почти никаких знаний, а обладая только умением логически мыслить, и именно в этом смысле они похожи на математические.»
О «Мемуаре» Ф. де Соссюра // Ф. де Соссюр. Труды по языкознанию. — М., 1977. — С. 289—301.

## Популяризация науки
Истина существует, и целью науки является ее поиск.Андрей Анатольевич Зализняк, Речь А. А. Зализняка на церемонии вручения ему литературной премии Александра Солженицына
А. А. Зализняк известен своими популярными лекциями по исследованиям древнерусских берестяных грамот, а также лекциями общего плана «Об исторической лингвистике» и рядом лекций о «любительской лингвистике», в которых он подверг критике идеи маргинальной лингвистики (особенно в работах А. Т. Фоменко по «Новой хронологии») как дилетантские и построенные на примитивных ассоциациях.
В своих публичных лекциях А. А. Зализняк аргументированно доказывает поддельность т. н. «Велесовой книги».
В середине 1960-х годов А. А. Зализняк изобрёл игру, в которой из карточек с буквами требуется составлять слова, объединяя разные слова друг с другом (разновидность скрэббла); позже игра получила название «полукозёл», когда в ходе составления Грамматического словаря русского языка учёный обнаружил это слово в одном из словарей, которые он просматривал для своей картотеки.
Также Зализняку принадлежит первенство в создании лингвистических задач, имитирующих деятельность лингвиста, но не требующих специальных знаний. Созданный им сборник положил начало этому классу задач и школьно-олимпиадной деятельности по лингвистике, ставшей со временем международной.

## Отзывы
Философ, востоковед и филолог А. М. Пятигорский отзывался об А. А. Зализняке как о человеке, «который переоткрыл русский язык, который переписал всё, что мы знали о русском языке», и считал его лучшим современным русским лингвистом: «Ну он, вы понимаете, просто гений, вот и всё».
Математик В. А. Успенский назвал А. А. Зализняка «последним из российских исследователей, заслуживших сочетание своей профессии в науке со словом „великий“»: «Сейчас таких не осталось никого».

## Награды
- Лауреат Демидовской премии (1997) — «за исследования в области русского и славянского языкознания».
- Лауреат премии Александра Солженицына (2007) — «за фундаментальные достижения в изучении русского языка, дешифровку древнерусских текстов; за филигранное лингвистическое исследование первоисточника русской поэзии „Слова о полку Игореве“, убедительно доказывающее его подлинность».  Речь Андрея Зализняка на церемонии вручения ему премии Александра Солженицына (Опубликована в «Российской газете» (Федеральный выпуск) N4370 от 23 мая 2007 г.: «Пир дилетантов: Почему школьница, опровергающая Дарвина, становится героем дня»)
- Награждён Большой золотой медалью им. М. В. Ломоносова РАН (2007) — «за открытия в области древнерусского языка раннего периода и за доказательство аутентичности великого памятника русской литературы „Слова о полку Игореве“».
- Лауреат Государственной премии России в области науки и технологий за 2007 год — «за выдающийся вклад в развитие лингвистики». Церемония вручения состоялась 12 мая 2008 года[37].
- Лауреат премии им. А. А. Шахматова РАН (2015) — «за работу „Древнерусское ударение: общие сведения и словарь“»[38].
- Лауреат государственной премии «За верность науке» Министерства образования и науки РФ в категории «Популяризатор года» (2016)[3].

Почетные звания
- Почётный гражданин Великого Новгорода (26 мая 2011)

## Память
Подборка мемориальных материалов об учёном была опубликована в газете «Троицкий вариант — Наука» (№ 1 (245)) 16 января 2018 года.
В 2018 году была издана книга «Прогулки по Европе», в которую вошли избранные путевые дневники и фотографии Зализняка из путешествий разных лет (1956—67 гг. и 1988—2003 гг.) по странам Европы, прежде всего Франции и Италии. (Первое издание книги было напечатано в 2005 году коллегами учёного к его 70-летию в единственном экземпляре как подарок юбиляру.)

## Список трудов
Монографии и словари
- Краткий русско-французский учебный словарь. — М.: Гос. изд-во словарей, 1961.
  - изд. 2-е, испр. и доп. — М.: Советская энциклопедия, 1964.
  - изд. 3-е, испр. и доп. — М.: Гос. изд-во словарей, 1969.
  - изд. 4-е, испр. и доп. — М.: Русский язык, 1978.
- Зализняк А. А. Русское именное словоизменение. — М.: Наука, 1967.
- Зализняк А. А. Грамматический словарь русского языка. Словоизменение. — М., 1977.
  - изд. 2-е, испр. и доп. — М.: Русский язык, 1980.
  - изд. 3-е. — М.: Русский язык, 1987.
  - изд. 4-е, испр. и доп. — М.: Русские словари, 2003.
  - изд. 5-е, испр. — М.: Аст-пресс, 2008.
- Зализняк А. А. Грамматический очерк санскрита // Приложение к: В. А. Кочергина. Санскритско-русский словарь. Ок. 28000 слов — М.: Рус. яз., 1978. — С. 785—895[40].
  - изд. 2-е, испр. — М.: Русский язык, 1987.
  - изд. 3-е. — М.: Филология, 1996.
  - изд. 4-е. — М.: Академический проект, 2005.
  - изд. 5-е, испр. и доп. — СПб.: Нестор-История, 2019. ISBN 978-5-4469-1379-4
  - изд. 6-е, испр. и доп. — М.: Книгоиздательство «АБВ», 2022. ISBN 978-5-906564-85-6
- Зализняк А. А. От праславянской акцентуации к русской. — М.: Наука, 1985.
- Зализняк А. А., Янин В. Л. Новгородские грамоты на бересте (Из раскопок 1977—1983 гг.). Комментарии и словоуказатель к берестяным грамотам (Из раскопок 1951—1983 гг.). — М.: Наука, 1986.
- «Мерило Праведное» XIV века как акцентологический источник. — Muenchen: Otto Sagner, 1990 (=Slavistische Beitrage, Bd. 266)
- Зализняк А. А., Янин В. Л. Новгородские грамоты на бересте (Из раскопок 1984—1989 гг.). — М.: Наука, 1993.
- Зализняк А. А. Древненовгородский диалект. — М.: Школа «Языки русской культуры», 1995.
  - изд. 2-е, перераб. с учётом материала находок 1995—2003 гг. — М.: Языки славянской культуры, 2004.
- Зализняк А. А., Янин В. Л. Новгородские грамоты на бересте (Из раскопок 1990—1996 гг.). Палеография берестяных грамот и их внестратиграфическое датирование. — Том X. — М, 2000.
- Зализняк А. А. «Русское именное словоизменение» с приложением избранных работ по современному русскому языку и общему языкознанию. — М.: Языки славянской культуры, 2002.
- Гиппиус А. А., Зализняк А. А., Янин В. Л. Новгородские грамоты на бересте (Из раскопок 1997—2000 гг.). — Т.XI. — М.: Русские словари, 2004.
- Зализняк А. А. «Слово о полку Игореве»: взгляд лингвиста / Институт славяноведения РАН. — М.: Языки славянской культуры, 2004. — 352 с. — (Series minor). — ISBN 5-94457-200-0.
  - Зализняк А. А. «Слово о полку Игореве»: взгляд лингвиста / Институт славяноведения РАН. — 3-е изд., доп. — М.: Рукописные памятники Древней Руси, 2008. — 480 с. — 1000 экз. — ISBN 978-5-9551-0261-0.
  - Андрей Зализняк. «Слово о полку Игореве». Взгляд лингвиста. — М.: Альпина нон-фикшн, 2024. — 448 с. — ISBN 978-5-00223-039-6.
- Зализняк А. А. Древнерусские энклитики. — М.: Языки славянских культур, 2008.
- Зализняк А. А. Из заметок о любительской лингвистике. — М.: Русскій Миръ, 2010. — 240 стр. (Серия: Литературная премия Александра Солженицына) ISBN 978-5-89577-132-7.
  - изд. 2-е, испр. и доп. — М. : Альпина нон-фикшн, 2023. — 208 с. ISBN 978-5-00-139914-8
- Зализняк А. А. Труды по акцентологии. Том I. — М.: Языки славянских культур, 2010. Том II. Древнерусский и старовеликорусский акцентологический словарь-указатель (XIV—XVII вв). — М.: Языки славянских культур, 2011.
- Зализняк А. А. Лингвистические задачи / С предисловием В. А. Успенского. — М.: МЦНМО, 2013. — 40 с. ISBN 978-5-4439-0094-0 (2-е изд., стереотипное — М.: МЦНМО, 2016. — 40 с.; 3-е изд., дополненное — М.: МЦНМО, 2018. — 56 с.)
- Зализняк А. А. Древнерусское ударение: Общие сведения и словарь / Институт славяноведения РАН. — М.: Языки славянской культуры, 2014. — 782 с. — ISBN 978-5-9905856-2-1.
- Зализняк А. А. Прогулки по Европе. М.; СПб.: Нестор-История, 2018. 272 с., илл. ISBN 978-5-4469-1350-3

Статьи
- Проблемы славяно-иранских языковых отношений древнейшего периода // Вопросы славянского языкознания. 1962. — № 6. — С. 28-45
- Опыт анализа одной относительно простой знаковой системы // Структурно-типологические исследования. Сборник статей / Ред. Т. Н. Молошная. — М.: АН СССР, 1962. — С. 172—187
- О возможности структурно-типологического изучения некоторых моделирующих семиотических систем // Структурно-типологические исследования. Сборник статей / Ред. Т. Н. Молошная. — М.: АН СССР, 1962. — С. 134—143 (Иванов В. В., Топоров В. Н.)
- Ударение в современном русском склонении // Русский язык в национальной школе. 1963. — № 2. — С. 7-23, табл.
- О характере языкового контакта между славянскими и скифо-сарматскими племенами // Краткие сообщения Ин-та славяноведения АН СССР. Вып. 38. М. — С. 3-22
- Материалы для изучения морфологической структуры древнегерманских существительных. I // Этимология. Исследования по русскому и другим языкам. М.: Наука, 1963. — С. 124—160
- Лингвистические задачи // Исследования по структурной типологии. / Отв. ред. Т. Н. Молошная. М.: Изд-во АН СССР, 1963. — С. 137—159
- Беглые гласные в современном русском словоизменении // Русский язык в национальной школе. 1963. — № 5. — С. 3-16
- К вопросу о правописании безударных гласных в глагольных окончаниях // О современной русской орфографии. Сборник статей / Отв. ред. В. В. Виноградов. — М.: Наука, 1964. — С. 132—139
- Материалы для изучения морфологической структуры древнегерманских существительных. II // Этимология. Принципы реконструкции и методика исследования. — М.: Наука, 1964. — С. 160—235
- К вопросу о грамматических категориях рода и одушевленности в современном русском языке // Вопросы языкознания. 1964. — № 4. — С. 25-40
- «Условное ударение» в русском словоизменении // Вопросы языкознания. 1964. — № 1. — С. 14-29
- О показателях множественного числа в русском склонении // То honor of Roman Jakobson. Essays on the occasion of his 70-th birthday. — М.: The Hague-Paris, Mouton, 1967. — С. 2328—2332
- О возможности структурно-типологического изучения некоторых моделирующих семиотических систем // Centrifuga: Russian reprintings and printings, том 5. 1971. — С. 68-77 (в соавторстве с В. В. Ивановым, В. Н. Топоровым)
- Из древнеиндийской морфонологии // Конференция по сравнительно-исторической грамматике индоевропейских языков. Предварительные материалы. — М.: Наука, 1972. — С. 50-52
- О понимании термина «падеж» в лингвистических описаниях. I // Проблемы грамматического моделирования. — М.: Наука, 1973. — С. 53-87
- Винительный падеж в старославянском языке и общая проблема вариантности падежных форм // Кузнецовские чтения 1973. История славянских языков и письменности. — М, 1973. — С. 12-14
- Вклад В. М. Иллич-Свитыча в сравнительно-историческую грамматику индоевропейских и ностратических языков // Славяноведение, издательство Наука (М.). 1973. — № 5. — С. 82-91 (в соавторстве с А. Б. Долгопольский, В. А. Дыбо)
- О контекстной синонимии единственного и множественного числа существительных // Семиотика и информатика. Вып. 35. Opera selecta. — М.: Языки русской культуры; Русские словари, 1974. — С. 7-14 (соавтор: Падучева Е. В.)
  - О контекстной синонимии единственного и множественного числа существительных // Информационные вопросы семиотики, лингвистики и автоматического перевода. — М.: Москва, том 4, 1974. — С. 30-35 (соавтор: Падучева Е. В.)
- Размышления по поводу «язв» А. А. Реформатского // Предварительные публикации Проблемной группы по экспериментальной и прикладной лингвистике. Вып. 71. — М., 1975. — С. 13-23
- Морфонологическая классификация древнеиндийских глагольных корней // Очерки по фонологии восточных языков / Отв. ред. Т. Я. Елизаренкова. — М.: Наука: Главная редакция восточной литературы Москва, Институт востоковедения АН СССР, 1975. — С. 59-85
- К типологии относительного предложения // Семиотика и информатика. Вып. 6. Грамматические и семиотические проблемы. — М.: ВИНИТИ, 1975. — С. 51-101 (соавтор: Падучева Е. В.)
- Род грамматический // БСЭ. Изд. 3-е. — М.: БСЭ. том 20, 1975. — С. 157
- К вопросу о том, что такое отдельный падеж // Proceedings of the Eleventh International Congress of Linguists. Bologna-Florence, Aug. 28 — Sept. 2, 1972. — М.: Bologna, том 2, 1975. — С. 427—431
- Прилагательное // БСЭ. Изд. 3-е. — М.: БСЭ. том 20, 1975. — С. 578—579
- Словоизменение // БСЭ, 3-е изд, том 23. 1976. — С. 582
- Словоформа // БСЭ, 3-е изд, том 23. 1976. — С. 582
- Согласовательный класс // БСЭ, 3-е изд, том 24. 1976. — С. 68
- Закономерности акцентуации русских односложных существительных мужского рода // Проблемы теоретической и экспериментальной лингвистики. Вып. 8. — М.: МГУ, 1977. — С. 71-119
- О «Мемуаре» Ф. де Соссюра // Ф. де Соссюр. Труды по языкознанию. — М.: Прогресс, 1977. — С. 289—301
- О возможности структурно-типологического изучения некоторых моделирующих семиотических систем // Readings in Soviet semiotics. Ann Arbor. 1977. — С. 344—354 (в соавторстве с Иванов В. В., Топоров В. Н.)
- Structural typological study of semiotic modelling systems // Soviet semiotics. An anthology. — М.: Baltimore; London, 1977. — С. 47-58 (соавторы: Иванов В. В., Топоров В. Н.)
- Противопоставление букв о и w в древнерусской рукописи XIV века «Мерило Праведное» // Славяноведение, издательство Наука (М.). 1978. — № 5. — С. 41-68
- Новые данные по русских памятниках XIV—XVII веков с различением двух фонем «типа о» // Славяноведение, издательство Наука (М.). 1978. — № 3. — С. 74-96
- Словоформа // Русский язык. Энциклопедия. — М.: Сов. энциклопедия М, 1979. — С. 310—310
- Синтаксические свойства местоимения КОТОРЫЙ // Категория определённости-неопределённости в славянских и балканских языках. — М.: Наука, 1979. — С. 289—329 (соавтор: Падучева Е. В.)
- О понятии графемы // Balcanica. Лингвистические исследования. — М.: Наука, 1979. — С. 134—152
- Акцентологическая система древнерусской рукописи XIV века «Мерило Праведное» // Славянское и балканское языкознание: История литературных языков и письменность. — М.: Наука, 1979. — С. 47-128.
- Sobre a posibilidade de um estudo tipológico-estrutural de alguns sistemas semióticos modelizantes // Debates. Semiologia. Organizador B. Schnaiderman. Semiótica russa. — М.: São Paulo, 1979. — С. 81-96
- Противопоставление относительных и вопросительных местоимений в древнерусском // Балто-славянские исследования 1980. — М.: Наука, 1981. — С. 89-107.
- Глагольная акцентуация в южновеликорусской рукописи XVI в. // Славянское и балканское языкознание. Проблемы морфонологии, серия Славянское и балканское языкознание. — М.: Наука, 1981. — С. 89-174
- Противопоставление книжных и «бытовых» графических систем в древнем Новгороде // Finitis duodecim lustris: Сборник статей к 60-летию проф. Ю. М. Лотмана. — Таллин: Ээсти раамат, 1982. — С. 82-85.
- К исторической фонетике древненовгородского диалекта // Балто-славянские исследования 1981, серия Балто-славянские исследования. — М.: Наука, 1982. — С. 61-80
- Теоретические основы праславянского акцентологического словаря // Славянское языкознание. IX Международный съезд славистов. — М.:, 1983. — С. 47-60 (соавторы: Дыбо В. А., Булатова Р. В.)
- Наблюдения над берестяными грамотами // История русского языка в древнейший период. (Вопросы исторического языкознания. Вып. 5). — М.: МГУ, 1984. — С. 36-153.
- Древнерусское рути «подвергать конфискации имущества» // Балто-славянские исследования 1983. — М.: Наука, 1984. — С. 107—114
- Дополнительные замечания об омеге в «Мериле Праведном» // Славяноведение. — М., Наука. 1985. — № 4. — С. 97-107
- Язык берестяных грамот: новые проблемы истории русского Северо-Запада // Будущее науки. Международный ежегодник. — М.: Знание Москва, том 20, 1987. — С. 256—271 (соавтор: Янин В. Л.)
- Текстовая структура древнерусских писем на бересте // Исследования по структуре текста. Под ред. Цивьян Т. В. — М.: Наука, 1987. — С. 147—182
- О языковой ситуации в древнем Новгороде // Russian Linguistics. — V. 11. — 1987. — № 2-3. — P. 115—132.
- Древненовгородское койне // Балто-славянские исследования 1986, серия Балто-славянские исследования. — М.: Наука Москва, том 7, 1988. — С. 60-78
- Древненовгородский диалект и проблемы диалектного членения позднего праславянского языка // Славянское языкознание. X Международный съезд славистов. София, сент. 1988. Доклады советской делегации. — М.: Наука, 1988. — С. 164—177
- Значение новгородских берестяных грамот для истории русского и других славянских языков // Вестник Академии наук СССР. 1988. — № 8. — С. 92-100
- Древненовгородское койне // Балто-славянские исследования 1986. — М.: Наука, 1988. — С. 164—177.
- Перенос ударения на проклитики в старовеликорусском // Историческая акцентология и сравнительно-исторический метод. — М.: Наука, 1989. — С. 116—134.
- О некоторой связи между значением и ударением у русских прилагательных // Славянское и балканское языкознание: Просодия. — М.: Наука, 1989. — С. 148—164.
- Новгородские берестяные грамоты и проблемы древних восточнославянских диалектов // История и культура древнерусского города. — М.: Издательство МГУ, 1989. — С. 18-30
- Словоформа // Лингвистический энциклопедический словарь. — М.: Советская энциклопедия, 1990. — С. 470
- Словоизменение // Лингвистический энциклопедический словарь. — М.: Советская энциклопедия, 1990. — С. 467
- Огосподинъ // Язык логики и логика языка. Сборник статей к 60-летию профессора В. А. Успенского, серия Вопросы кибернетики. — М.: Научный совет по комплексной проблеме «Кибернетика» АН СССР Москва, том 166, 1990. — С. 6-25
- Об одном употреблении презенса совершенного вида («презенс напрасного ожидания») // Metody formalne w opisie języków słowiańskich / Red. Z. Saloni. — Białystok: Filii UW w Białymstoku, 1990. — С. 109—114.
- Об одной берестяной грамоте XII века // Words are physicians for an ailing mind (ed. M. Grochowski, D. Weiss), серия Sagners Slavistische Sammlung, издательство Verlag Otto Sagner (Germany), том 17, 1991. — С. 503—508
- Берестяные грамоты перед лицом традиционных постулатов славистики и vice versa // Russian Linguistics, издательство Springer Nature (Switzerland), том 15. 1991. — № 3. — С. 217—245
- Морфонологические модели Луцъ — Лучинъ и Лукъ — Лукинъ в славянских языках // Studia slavica. К 80-летию С. Б. Бернштейна, 1991. — С. 153—160
- Правило отпадения конечных гласных в русском языке // Le mot, les mots, les bons mots. Hommage à Igor A. Mel’cuk à l’occasion de son soixantième anniversaire. — М.: Presses de l’Université de Montréal Montréal, 1992. — С. 295—303
- Падение редуцированных по данным берестяных грамот // Русистика сегодня. Функционирование языка: лексика и грамматика. — М.: Наука, 1992. — С. 82-105
- Участие женщин в древнерусской переписке на бересте // Русская духовная культура / Под ред. Луиджи Магаротто и Даниелы Рицци. Департамент Истории Европейской цивилизации. Университет Тренто (La cultura spirituale russa. A cura di Luigi Magarotto e Daniela Rizzi. Departimento di storia della civiltà Europea. Testi e ricerche. № 11). — 1992. — E. 127—146.
- Древнейший восточнославянский заговорный текст // Исследования в области балто-славянской духовной культуры. Заговор. — М.: Наука, 1993. — С. 104—107
- О вероятной связи группы берестяных грамот XII — начала XIII в. с посадниками Иванком Захарьиничем и Гюргием Иванковичем // Новгородский исторический сборник. — СПб.; Новгород, том 4, 1993. — С. 46-51
- Псковские берестяные грамоты 6 и 7 // Советская Археология. 1993. — № 1. — С. 196—210
- Вкладная грамота Варлаама Хутынского // Russian Linguistics: International Jornal for the Study of the Russian Language, том 16. 1993. — № 2. — С. 186—202 (в соавторстве с В. Л. Яниным)
- Берестяные грамоты из новгородских раскопок 1990—1993 гг. // Вопросы языкознания. 1994. — № 3. — С. 3-22 (в соавторстве с В. Л. Яниным)
- Вкладная грамота Варлаама Хутынского // Памятники культуры. 1990. — М.: Круг, 1995. — С. 7-17 (соавтор: Янин В. Л.)
- Берестяной документ XII века о сборе югорской дани // The Language and Verse of Russia. In Honor of D. S. Worth on his 65-th birthday. Ed. by H. Birnbaum and M. Flier, серия UCLA Slavic Studies. — М.: Москва, том 2, 1995. — С. 283—290
- Une lettre d’amour vieux russe du XIe siècle // Université de Genève. Cahiers de la Faculté des Lettres, 1995. — С. 6-10
- Берестяные грамоты из новгородских раскопок 1995 г. // Вопросы языкознания. 1996. — № 3. — С. 13-16 (в соавторстве с В. Л. Яниным)
- Опыт фонологического анализа современного французского вокализма // Лингвистические исследования по общей и славянской типологии. — М.: Наука, 1996. — С. 214—230
- Берестяные грамоты из новгородских раскопок 1990—1995 г. // Средневековая Русь, серия Средневековая Русь. — Том 1. — М.: Москва, 1996. — С. 120—153 (соавтор: Янин В. Л.)
- Берестяные грамоты из новгородских раскопок 1996 г. // Вопросы языкознания. 1997. — № 2. — С. 24-33 (в соавторстве с В. Л. Яниным)
- Об одном ранее неизвестном рефлексе сочетаний типа *TъrT в древненовгородском диалекте // Балто-славянские исследования 1988—1996. — М.: Индрик, 1997. — С. 250—258
- Опыт анализа одной относительно простой знаковой системы // Из работ московского семиотического круга, серия Язык. Семиотика. Культура. — М.: Языки славянской культуры, 1997. — С. 18-354
- Берестяные грамоты из новгородских раскопок 1997 г. // в журнале Вопросы языкознания. 1998. — № 3. — С. 26-42 (в соавторстве с В. Л. Яниным)
- Послесловие лингвиста // В. Л. Янин. Я послал тебе бересту. Изд. 3-е, испр. и доп. — М.: Издательство Московского университета, 1998. — С. 425—449
- О надписях на Суздальском змеевике // Балто-славянские исследования-1997. — М, 1998. — С. 540—562 (соавтор: Гиппиус А. А.)
- Из наблюдений над «Разговорником» Фенне // POLUTROPON. К 70-летию Владимира Николаевича Топорова. — М.: Индрик, 1998. — С. 235—275
- Берестяные грамоты из раскопок в Заднепровье г. Смоленска // Историческая археология. Традиции и перспективы. К 80-летию со дня рождения Д. А. Авдусина. — М.: Памятники исторической мысли, 1998. — С. 336—341 (соавтор Н. И. Асташова)
- Берестяные грамоты из новгородских раскопок 1998 года // Вопросы языкознания. 1999. — № 4. — С. 3-27 (в соавторстве с В. Л. Яниным)
- Проблема тождества и сходства почерков в берестяных грамотах // Великий Новгород в истории средневековой Европы. К 70-летию Валентина Лаврентьевича Янина. — М.: Русские словари, 1999. — С. 293—328
- О древнейших кириллических абецедариях // Поэтика. История литературы. Лингвистика. Сб. к 70-летию Вячеслава Всеволодовича Иванова. — М.: ОГИ, 1999. — С. 543—576
- Берестяные грамоты из новгородских раскопок 1999 г. // Вопросы языкознания. 2000. — № 2. — С. 3-14 (в соавторстве с В. Л. Яниным)
- Лингвистика по А. Т. Фоменко // История и антиистория. Критика «новой хронологии» академика А. Т. Фоменко. — М.: Языки русской культуры, 2000. — С. 18-75
- Новгородский кодекс первой четверти XI в.—древнейшая книга Руси // Вопросы языкознания. 2001. — № 5. — С. 3-25 (в соавторстве с В. Л. Яниным)
- Новгородская псалтырь начала XI в. — древнейшая книга Руси: Новгород, 2000 г. // Вестник Российского гуманитарного научного фонда, издательство Федеральное государственное бюджетное учреждение Российский гуманитарный научный фонд (Москва). 2001. — № 1. — С. 153—164 (в соавторстве с В. Л. Яниным)
- Новгородская псалтырь начала XI в. — древнейшая книга Руси // Вестник Российской академии наук, издательство Наука: МАИК «Наука/Интерпериодика» (М.), том 71. 2001. — № 3. — С. 202—209 (в соавторстве с В. Л. Яниным)
- Новгородский кодекс первой четверти XI в. — древнейшая книга Руси // Вопросы языкознания. — 2001. — № 5. — С. 3-25.
- Принципы полемики по А. Т. Фоменко // История и антиистория. Критика «новой хронологии» академика А. Т. Фоменко. Анализ ответа А. Т. Фоменко. — М.: Языки славянской культуры, 2001. — С. 546—556
- Древнерусская графика со смешением ъ-о и ь-е // «Русское именное словоизменение» с приложением избранных работ по современному русскому языку и общему языкознанию. — М.: Языки славянской культуры, 2002. — С. 577—612
- Тетралогия «От язычества к Христу» из Новгородского кодекса XI века // Русский язык в научном освещении. 2002. — № 4. — С. 35-56
- Новгородское наречие // Родина, издательство Правда (М.). 2002. — № 11-12. — С. 84-86
- Литературные тексты на берестяных грамотах // Вестник Российской академии наук, издательство Наука: МАИК «Наука/Интерпериодика» (М.), том 72. 2002. — № 6. — С. 510—514 (в соавторстве с В. Л. Яниным и П. Д. Малыгиным)
- Берестяные грамоты из новгородских и новоторжских раскопок 2001 г // Вопросы языкознания. 2002. — № 6. — С. 3-11 (в соавторстве с В. Л. Яниным и П. Д. Малыгиным)
- Древнейшая кириллическая азбука // Вопросы языкознания. 2003. — № 2. — С. 3-31
- Две древнерусские надписи нестандартного содержания // International Journal of Slavic Linguistics and Poetics. 2003. — № XLIV-XLV. — С. 433—440
- Берестяные грамоты из новгородских раскопок 2002 г // в журнале Вопросы языкознания. 2003. — № 4. — С. 3-11 (в соавторстве с В. Л. Яниным)
- Проблемы изучения Новгородского кодекса XI века, найденного в 2000 г // XIII Международный съезд славистов. Любляна 2003, г. Доклады российской делегации. Славянское языкознание. — М.: Индрик, 2003. — С. 190—212
- Значение берестяных грамот для истории русского языка // Берестяные грамоты: 50 лет открытия и изучения. Материалы международной конференции. Великий Новгород, 24-27 сентября 2001 г. — М.: Изд-во Индрик, 2003. — С. 218—223
- Азъ архангѣлъ Гавриилъ пишѭ молитвѫ // Русистика · Славистика · Лингвистика. Festschrift für Werner Lehfeldt zum 60. Geburtstag. — М.: München, 2003. — С. 296—309
- Азбука на львовском колоколе // Живая старина. М., 2004. — № 1. — С. 25-26
- Лексика «Тетралогии» из Новгородского кодекса // Russian Linguistics, издательство Springer Nature (Switzerland), том 28. 2004. — № 1. — С. 1-28
- Берестяные грамоты из новгородских раскопок 2003 г // Вопросы языкознания. 2004. — № 3. — С. 15-23 (Янин В. Л., Носов Е. Н.)
- Запись дружинника Дмитра // Сокровенные смыслы. Слово, текст, культура. Сборник статей в честь Н. Д. Арутюновой. — М.: Языки славянской культуры, 2004. — С. 755—763
- Берестяные грамоты из раскопок 2004 г. в Новгороде и Старой Руссе // Вопросы языкознания. 2005. — № 3. — С. 24-31 (Янин В. Л., Торопова Е. В.)
- Подпись Анны Ярославны и вопрос о некнижном письме в древней Руси // Антропология культуры. Выпуск 3. К 75-летию Вячеслава Всеволодовича Иванова. — М.: Новое издательство, 2005. — С. 139—147
- Заклинание против беса на стене новгородской Софии // Язык. Личность. Текст. Сборник статей к 70-летию Т. М. Николаевой. — М, 2005. — С. 711—719
- Древненовгородский диалект // Языки мира. Славянские языки. — М.: Academia, 2005. — С. 438—444 (соавтор: Шевелева М. Н.)
- Древненовгородский диалект // Вопросы языкознания. 2006. — № 5. — С. 124—129 (в соавторстве с В. Вермеером)
- Можно ли создать «Слово о полку Игореве» путем имитации // Вопросы языкознания. 2006. — № 5. — С. 3-21
- К юбилею Владимира Антоновича Дыбо // Славяноведение, издательство Наука (М.). 2006. — № 5. — С. 125—126 (Николаев С. Л., Старостин Г. С.)
- Берестяные грамоты из новгородских раскопок 2005 г // Вопросы языкознания. 2006. — № 3. — С. 3-13 (Янин В. Л.)
- Ещё раз о надписи № 199 из Новгородской Софии // Вереница литер. К 60-летию В. М. Живова. — М.: Языки славянской культуры, 2006. — С. 20-42
- Связь отглагольных существительных на -ние, -тие с глагольным видом // Terra Balcanica. Terra Slavica: К юбилею Татьяны Владимировны Цивьян. (Балканские чтения; 9). — М. 2007. — С. 43-51.
- Новгородская берестяная почта 2006 г // Вестник Российской академии наук, издательство Наука: МАИК «Наука/Интерпериодика» (М.), том 77. 2007. — № 3. — С. 211—213 (Янин В. Л.)
- Ещё раз об энклитиках в «Слове о полку Игореве» // Вопросы языкознания. 2007. — № 6. — С. 3-13
- Берестяные грамоты из новгородских раскопок 2006 г. // Вопросы языкознания. 2007. — № 3. — С. 3-10 (в соавторстве с В. Л. Яниным)
- Слово лауреата // Похвала филологии. — Москва: Русский путь, 2007. — С. 73-81
- Связь отглагольных существительных на -ние, -тие с глагольным видом // Terra Balcanica. Terra Slavica: К юбилею Татьяны Владимировны Цивьян. (Балканские чтения). — М.: Москва, том 9, 2007. — С. 43-51
- Новгородская Псалтырь // Великий Новгород. История и культура IX—XVII веков. Энциклопедический словарь. — М.: «Нестор-История» СПб, 2007. — С. 355—356 (Янин В. Л., Поветкин В. И., Рыбина Е. А.)
- Берестяные «окна» в прошлое // Наука и жизнь. 2008. — № 12. — С. 62-70
- Из наблюдений над языком Афанасия Никитина // Miscellania Slavica. Сборник статей к 70-летию Б. А. Успенского. — М.: Индрик, 2008. — С. 150—163.
- Эволюция энклитик в истории русского языка // Славянское языкознание / XIV Международный съезд славистов (Охрид, 10-16 сентября 2008 г.). Доклады российской делегации. — М.: Индрик, 2008. — С. 193—198
- Берестяные грамоты // Новгородская энциклопедия. — М.: Новгород, 2008.
- О Велесовой книге // Лингвистика для всех. Летние лингвистические школы 2007 и 2008. — М.: МЦНМО, 2009. — С. 122—141
  - О «Велесовой книге» // Великий Новгород и Средневековая Русь: Сборник статей: К 80-летию академика В. Л. Янина. — М, 2009. — С. 612—632
- О профессиональной и любительской лингвистике // Наука и жизнь. 2009. — № 1. — С. 16-24; № 2. — С. 54-62
- Игры доморощенных лингвистов // Фома, издательство [б.и.] (М.). 2009. — № 3. — С. 82-83
- Берестяные грамоты из новгородских раскопок 2008 г // Вопросы языкознания. 2009. — № 4. — С. 3-12
- Новонайденные новгородские берестяные грамоты // Sprache und Leben der frümittelalterlichen Slaven. Festschrift für Radoslav Katičić zum 80. Geburtstag, издательство Peter Lang (Frankfurt Am Main, Germany), 2010. — С. 217—223
- О профессиональной и любительской лингвистике (происхождение слов и фантазии об истории) // Лингвострановедение: методы анализа и технология обучения. Седьмой межвузовский семинар по лингвострановедению (Москва, 16-17 июня 2009 г.) Часть 1. — М, 2010. — С. 9-24
- Ударение просодических комплексов в истории русского языка // Исследования по лингвистике и семиотике. Сборник статей к юбилею Вяч. Вс. Иванова. — М.: Языки славянских культур, 2010
- Берестяные грамоты из раскопок 2010 г. в Новгороде и Старой Руссе // Вопросы языкознания. 2011. — № 4. — С. 3-19 (Торопова Е. В., Янин В. Л.)
- Берестяные грамоты из раскопок 2010 года // Новгород и Новгородская земля. История и археология. — М.: Новгородский музей, Великий Новгород, том 25, 2011. — С. 21-30 (Янин В. Л., Рыбина Е. А., Гиппиус А. А.)
- Контуры истории русского языка. I // М.: Русский язык. 2012. — № 10
- Контуры истории русского языка. II // М.: Русский язык. 2012. — № 11
- Механизмы экспрессивности в языке // Ю. Д. Апресян и др. (ред.). Смыслы, тексты и другие захватывающие сюжеты: Сб. ст. в честь 80-летия Игоря Александровича Мельчука. — М.: ЯСК, 2012. — С. 650—664
- Берестяные грамоты из новгородских раскопок 2011 и 2012 гг. // Вопросы языкознания. 2013. — № 4. — С. 3-16 (в соавторстве с В. Л. Яниным)
- Берестяные грамоты из раскопок 2012 г // Новгород и Новгородская земля. История и археология. Вып. 27, серия Новгород и Новгородская земля. История и археология. — М.: Великий Новгород, том 27, 2013. — С. 115—118 (соавторы: Янин В. Л., Гиппиус А. А., Рыбина Е. А.)
- Из истории слов // Slavica Svetlanica. Язык и картина мира. К юбилею Светланы Михайловны Толстой. — М.: Индрик, 2013. — С. 31-41
- Как изменяется внешняя сторона слова // Русский язык. — М.: Первое сентября, 2014. — № 11; № 12
- К вопросу об акцентной эволюции энклиноменов в русском языке // Язык. Константы. Переменные: Памяти Александра Евгеньевича Кибрика: сборник статей. — М.: Алетейя Санкт-Петербург
- Новгородская псалтырь // Древняя Русь в средневековом мире: энциклопедия. — М.: Ладомир, 2014. — С. 555—556 (соавторы: Янин В. Л., Поветкин В. И., Рыбина Е. А., Гимон Т. В.)
- Эпизод из истории русского ударения // Русский язык. — М.: Первое сентября, 2015. — № 11; № 12
- Берестяные грамоты из новгородских раскопок 2014 г. // Вопросы языкознания. 2015. — № 3. — С. 22-31 (в соавторстве с А. А. Гиппиусом)
- Из истории русского ударения: сдвиг ударения с неприкрытой гласной // Русский язык в научном освещении, том 2. 2016. — № 32. — С. 55-70
- Берестяные грамоты из раскопок 2015 г. в Великом Новгороде и Старой Руссе // Вопросы языкознания. 2016. — № 4. — С. 7-17 (в соавторстве с А. А. Гиппиусом)
- Берестяные грамоты из новгородских раскопок 2015 г // Вопросы языкознания. 2016. — № 4. — С. 7-17 (в соавторстве с А. А. Гиппиусом)
- Берестяные грамоты из раскопок 2016 г. в Великом Новгороде и Старой Руссе // Вопросы языкознания. 2017. — № 4. — С. 7-24 (в соавторстве с А. А. Гиппиусом и Е. В. Тороповой)
- Древненовгородский диалект // Языки мира: Славянские языки. 2-е издание, исправленное и дополненное, серия Языки мира. — М.: Нестор-История СПб, 2017. — С. 469—475 (соавтор: Шевелева М. Н.)
- Берестяные грамоты из раскопок 2017 г. в Великом Новгороде и Старой Руссе // Вопросы языкознания. 2018. — № 4. — С. 7-24 (в соавторстве с А. А. Гиппиусом)